# 堤規至
堤 規至（つつみ のりゆき、1963年5月11日 - ）は、アニメーター、CGIクリエイター。千葉県出身。

## 来歴・人物
1982年3月21日に高校卒業と同時にシンエイ動画へ入社。仕事は『怪物くん』の動画から始まり、『フクちゃん』で原画を担当するようになる。
『エスパー魔美』ではチーフディレクターを務めた原恵一と共に当時若手の1人であったが、プロデューサーの別紙壮一が総作画監督として抜擢（第7話までは作画監督補、第8話より富永貞義と共同で担当）。以降『チンプイ』や『21エモン』、『クレヨンしんちゃん』にアニメーターとして作画面から作品を支え続けた。
CGについては最初趣味で始めたものだったが、それを本郷みつるが「面白そうだ」と『クレヨンしんちゃん』に取り入れたのが始まりとなり、作画と平行してCGを手掛けるようになった。『クレヨンしんちゃん映画大全』のインタビューでは「やっぱりメインは作監、次がCG」と語っていたが、徐々にアニメーター業から離れていき、CGの仕事がメインとなっていった。2020年代からは再びアニメーターとして作画を手掛けるようになる。
名義をつつみのりゆき、または堤のりゆきと表記することもあり、『映画クレヨンしんちゃん』では本名と合わせ3つの名義を使用したこともあった。堤によると「名前は別に使い分けてるんじゃなくて、一本の作品に仕事が何回も出てくるからという理由からだけ」だという。

## 主な参加作品

### テレビアニメ
- オバケのQ太郎（新）（1985年-1987年、作画監督・作画）
- 三国志 (日本テレビ) （1985年、原画）
- 三国志II 天翔ける英雄たち （1986年、作画監督補[3]）
- エスパー魔美 （1987年-1989年、作画監督・#1-7作画監督補・原画）
- チンプイ （1989年-1991年、作画監督・原画）
- 21エモン （1991年-1992年、作画監督・原画）
- クレヨンしんちゃん （1992年-2000年、絵コンテ・作画監督・原画・CG[4]）
- ドラえもん (2005年のテレビアニメ) （2011年・2015年・2024年、3DCG制作[5]・原画[6]）
- スティッチ! 〜ずっと最高のトモダチ〜 （2010年、CGI）
- ふるさとめぐり 日本の昔ばなし （2017年、「米だし地蔵」原画）

### 劇場アニメ
- 映画ドラえもんシリーズ
  - ドラえもん のび太の海底鬼岩城 （1983年、動画）
  - ドラえもん のび太の魔界大冒険 （1984年、動画）
  - ドラえもん のび太の宇宙小戦争 （1985年、動画）
  - ドラえもん のび太と竜の騎士 （1987年、原画）
  - ドラえもん のび太の南海大冒険 （1998年、デジタル合成）
  - ドラえもん のび太の宇宙漂流記 （1999年、デジタル合成）
  - ドラえもん のび太の太陽王伝説 （2000年、デジタル合成）
  - ドラえもん のび太と翼の勇者たち （2001年、原画・デジタル合成）
  - ドラえもん のび太とロボット王国 （2002年、デジタル合成）
  - ドラえもん のび太とふしぎ風使い （2003年、CGI）
  - ドラえもん のび太のワンニャン時空伝 （2004年、デジタル合成）
  - 映画ドラえもん のび太のひみつ道具博物館 （2013年、モニターCG制作）
  - 映画ドラえもん のび太の宝島（2018年、3Dレイアウト）
- エスパー魔美 星空のダンシングドール （1988年、作画監督）
- 映画クレヨンしんちゃんシリーズ
  - クレヨンしんちゃん アクション仮面VSハイグレ魔王 （1993年、作画監督・原画）
  - クレヨンしんちゃん ブリブリ王国の秘宝 （1994年、作画監督・原画）
  - クレヨンしんちゃん 雲黒斎の野望 （1995年、作画監督・原画）
  - クレヨンしんちゃん ヘンダーランドの大冒険 （1996年、作画監督・原画[7]）
  - クレヨンしんちゃん 暗黒タマタマ大追跡 （1997年、作画監督・原画）
  - クレヨンしんちゃん 電撃!ブタのヒヅメ大作戦 （1998年、作画監督・原画・CGI）
  - クレヨンしんちゃん 爆発!温泉わくわく大決戦 （1999年、作画監督・原画・CGI）
  - クレヨンしんちゃん 嵐を呼ぶジャングル （2000年、作画監督・原画・CGI）
  - クレヨンしんちゃん 嵐を呼ぶ モーレツ!オトナ帝国の逆襲 （2001年、作画監督・CGI）
  - クレヨンしんちゃん 嵐を呼ぶ アッパレ!戦国大合戦 （2002年、CGI）
  - クレヨンしんちゃん 嵐を呼ぶ 栄光のヤキニクロード （2003年、CGI）
  - クレヨンしんちゃん 嵐を呼ぶ!夕陽のカスカベボーイズ （2004年、CGI）
  - クレヨンしんちゃん 伝説を呼ぶブリブリ 3分ポッキリ大進撃 （2005年、CGI）
  - クレヨンしんちゃん 伝説を呼ぶ 踊れ!アミーゴ! （2006年、CGI）
  - クレヨンしんちゃん 嵐を呼ぶ 歌うケツだけ爆弾! （2007年、CGI）
  - クレヨンしんちゃん ちょー嵐を呼ぶ 金矛の勇者 （2008年、CGI）
  - クレヨンしんちゃん オタケベ!カスカベ野生王国 （2009年、CGI）
  - クレヨンしんちゃん 超時空!嵐を呼ぶオラの花嫁 （2010年、CGI）
  - クレヨンしんちゃん 嵐を呼ぶ黄金のスパイ大作戦 （2011年、CGI）
  - クレヨンしんちゃん 嵐を呼ぶ!オラと宇宙のプリンセス （2012年、CGI）
  - クレヨンしんちゃん バカうまっ!B級グルメサバイバル!! （2013年、CGI）
  - クレヨンしんちゃん ガチンコ!逆襲のロボとーちゃん （2014年、CGI）
  - クレヨンしんちゃん オラの引越し物語 サボテン大襲撃 （2015年、CGI）
  - クレヨンしんちゃん 爆睡!ユメミーワールド大突撃 （2016年、CGI）
  - クレヨンしんちゃん 襲来!!宇宙人シリリ （2017年、CGI）
  - クレヨンしんちゃん 爆盛!カンフーボーイズ〜拉麺大乱〜（2018年、CGI）
  - クレヨンしんちゃん 新婚旅行ハリケーン 〜失われたひろし〜（2019年、CGI）
  - クレヨンしんちゃん 激突! ラクガキングダムとほぼ四人の勇者（2020年、CGI）
  - クレヨンしんちゃん 謎メキ!花の天カス学園（2021年、CGI）
  - クレヨンしんちゃん もののけニンジャ珍風伝（2022年、CGI）
  - クレヨンしんちゃん オラたちの恐竜日記（2024年、CGI）
  - クレヨンしんちゃん 超華麗!灼熱のカスカベダンサーズ（2025年、CGI）
- 映画 あたしンち （2003年、CGI）
- 河童のクゥと夏休み （2007年、CG監督）
- 劇場版3D あたしンち 情熱のちょ〜超能力♪ 母大暴走! （2010年、CGI）
- 劇場版 からかい上手の高木さん （2022年、原画・動画）

### Webアニメ
- あたしンちNEXT （2024年、作画監督・作画・3DCG）